# Aloe croucheri
Aloe croucheri é uma espécie de liliopsida do gênero Aloe, pertencente à família Asphodelaceae.